# 赞博尼街

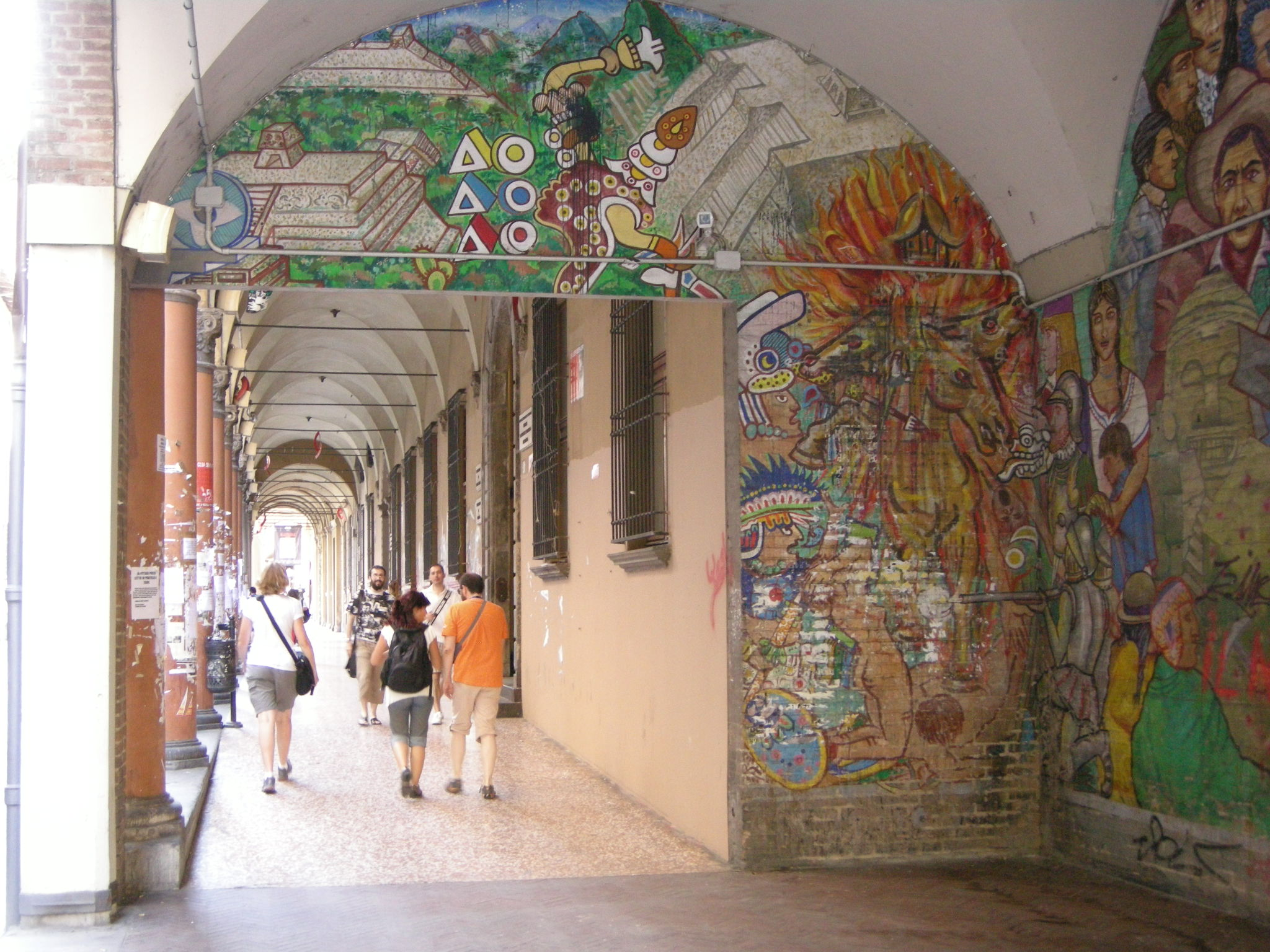
大学拱廊

赞博尼街（Via Zamboni）是意大利城市博洛尼亚市中心的一条历史悠久的街道，在圣维塔勒区，从博洛尼亚双塔经大学区 到圣多纳托门。
赞博尼街得名于意大利爱国者、意大利国旗的创始人路易吉·赞博尼（1772-1795年）。

## 建筑
在博洛尼亚大学波吉宫（Palazzo Poggi）中，设有一些博物馆：
- 矿物学博物馆。
- 天文台博物馆。
- 波吉宫博物馆。
- 卡佩里尼地质博物馆。

其他机构：
- 博洛尼亚英国学校，1号
- 博洛尼亚市政剧院，30号
- 博洛尼亚大学图书馆，35号
- 圣多纳托教堂，10号
- 圣雅各伯圣殿 (博洛尼亚)，20号
- 圣玛利亚教堂，47号
- 本蒂沃利奥宫（Palazzo Bentivoglio）

### 广场

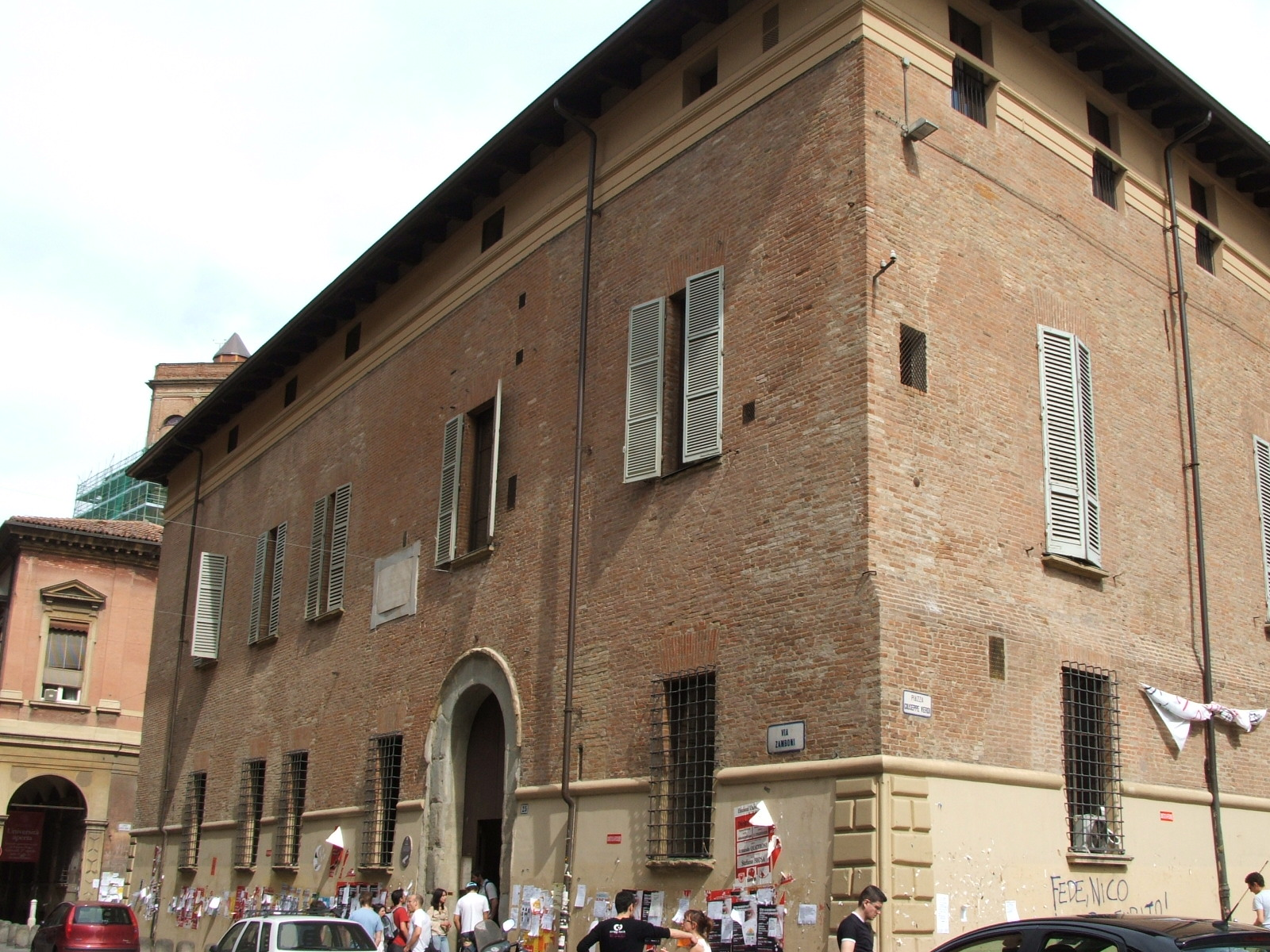
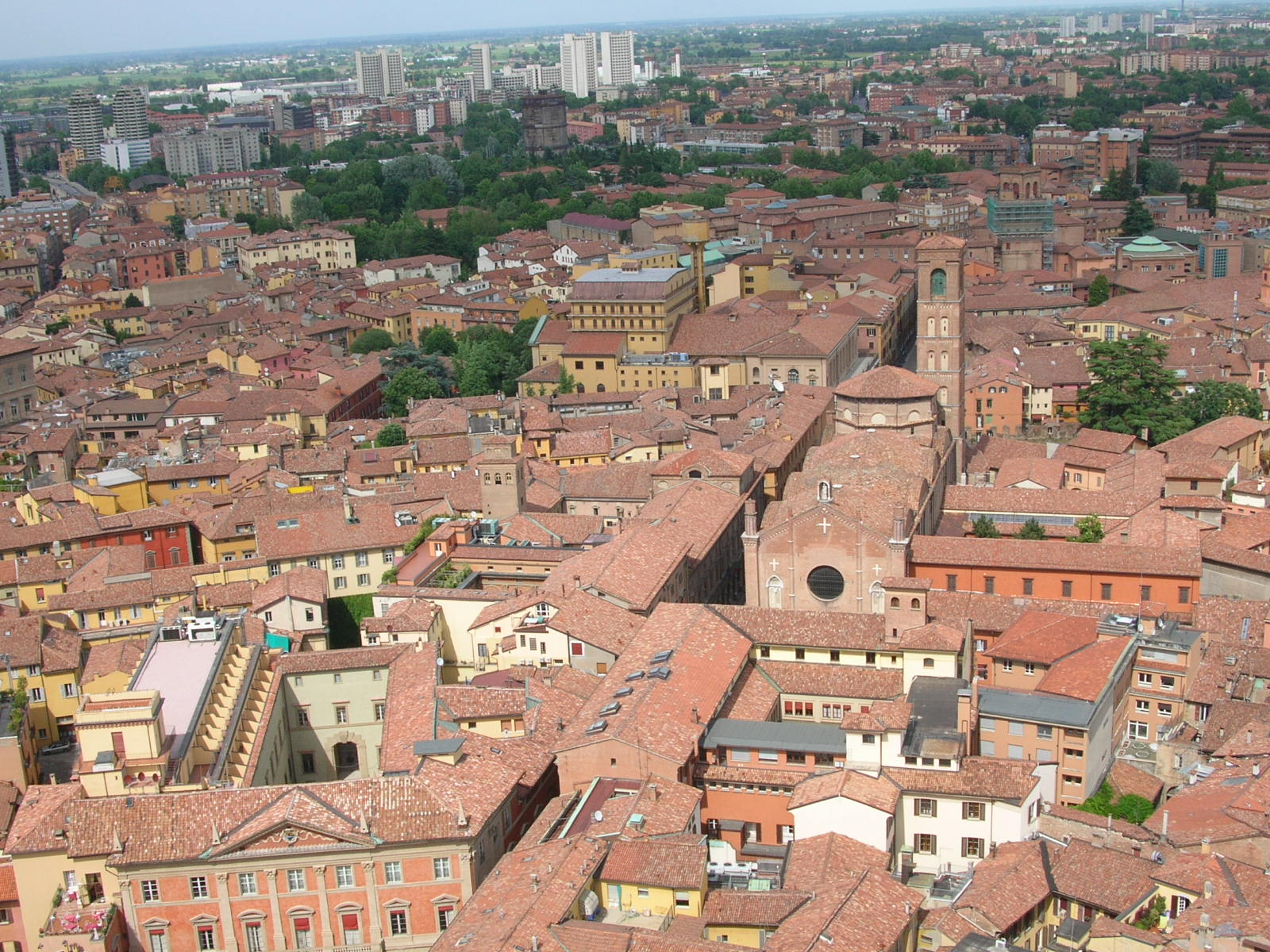
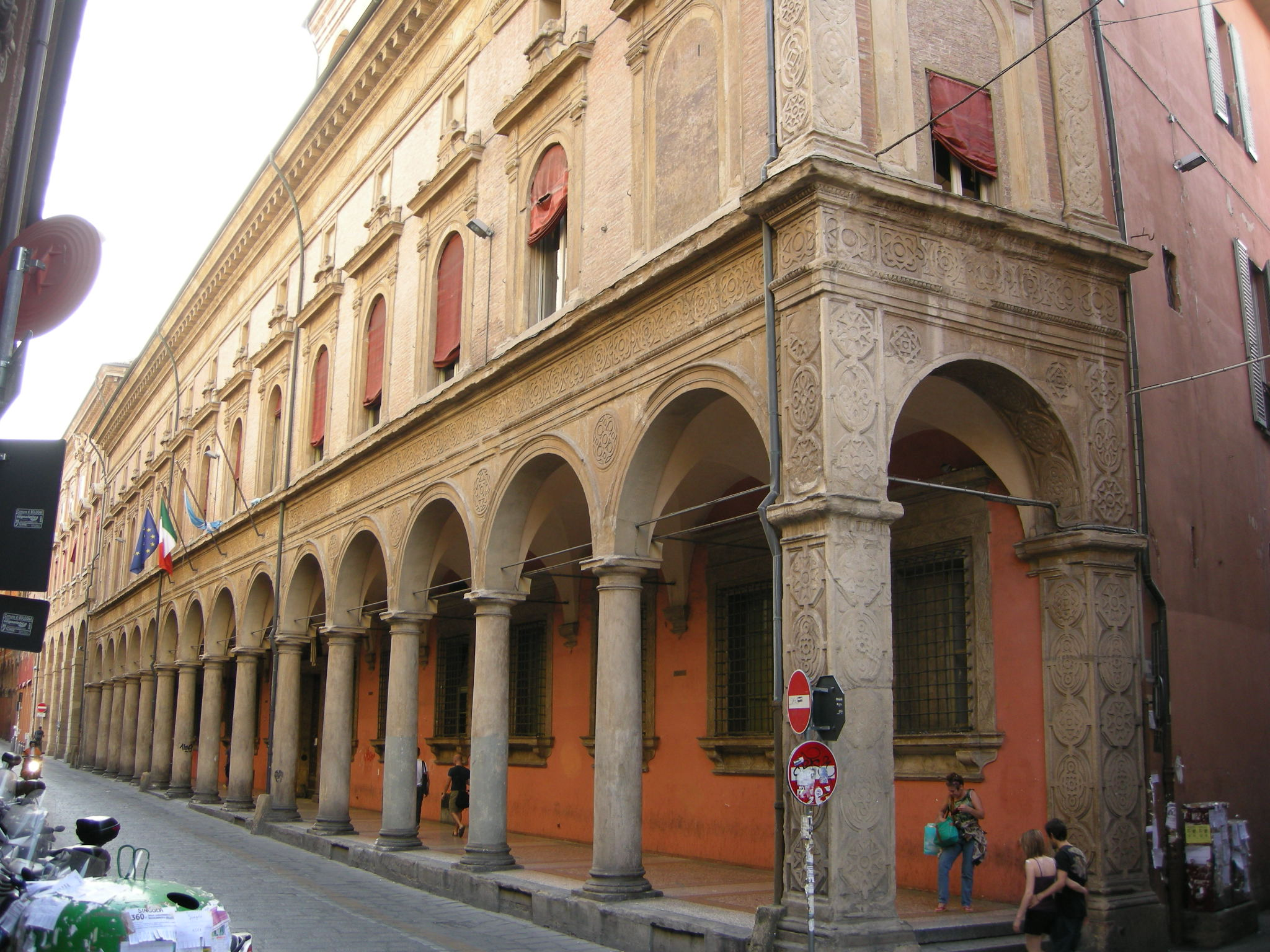
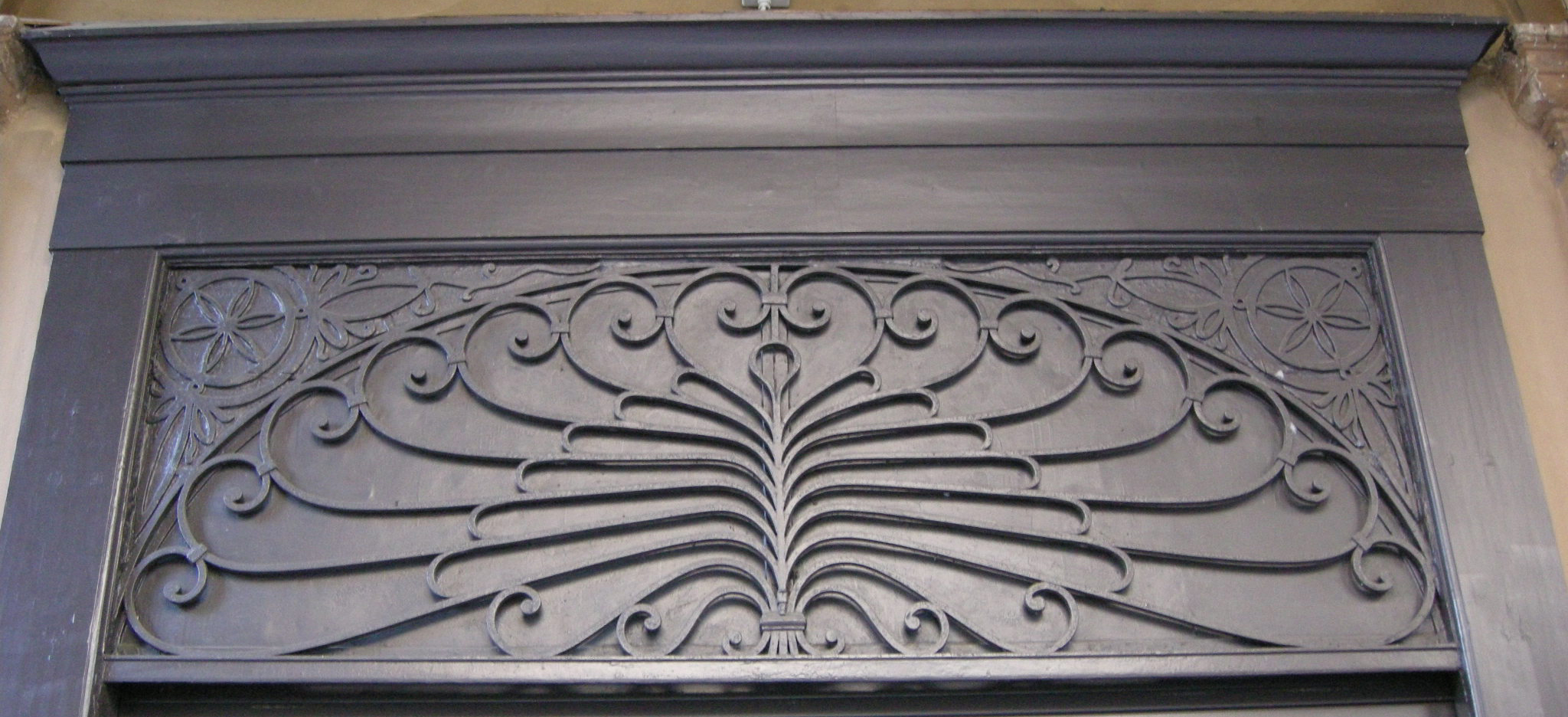
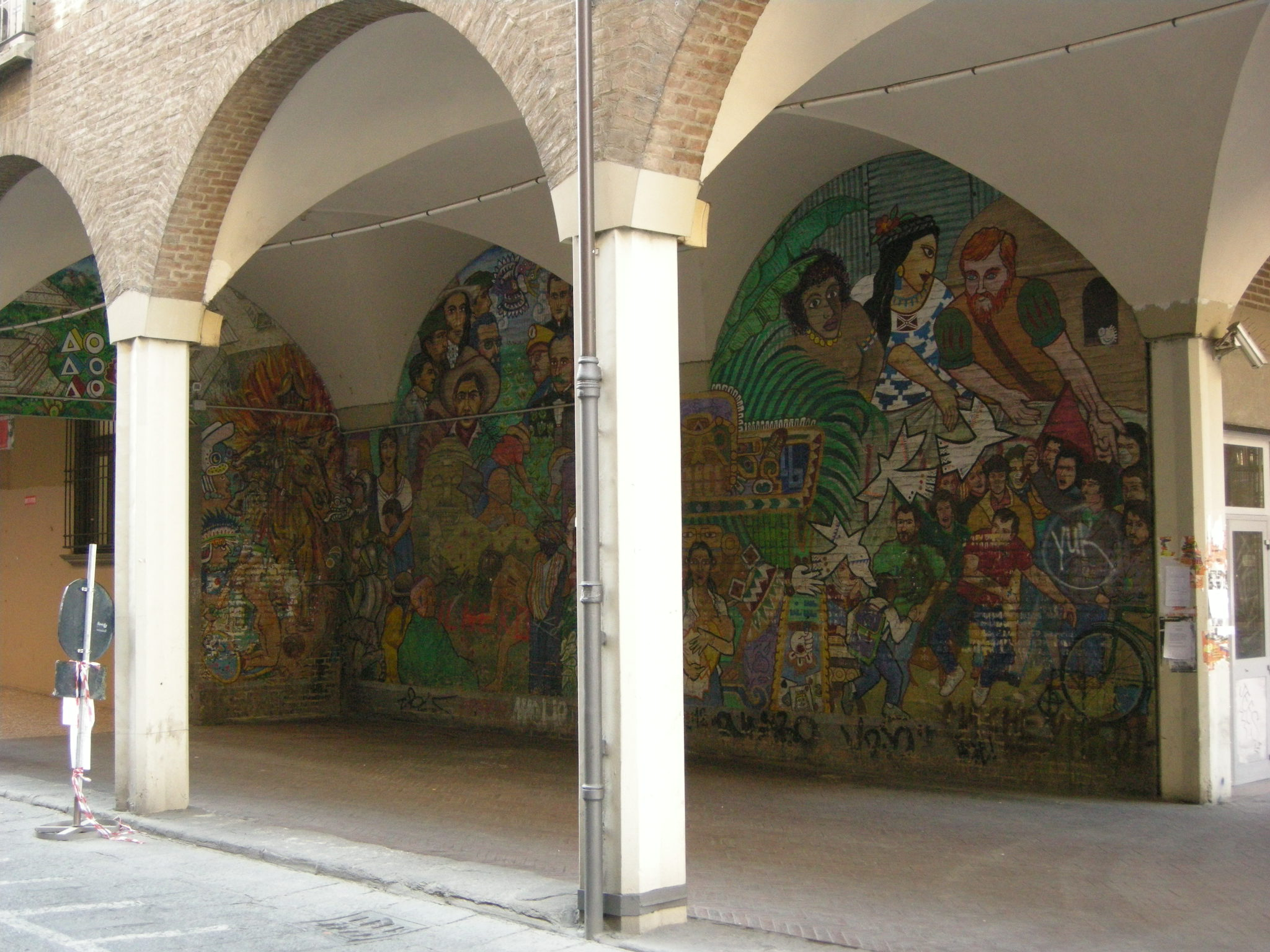
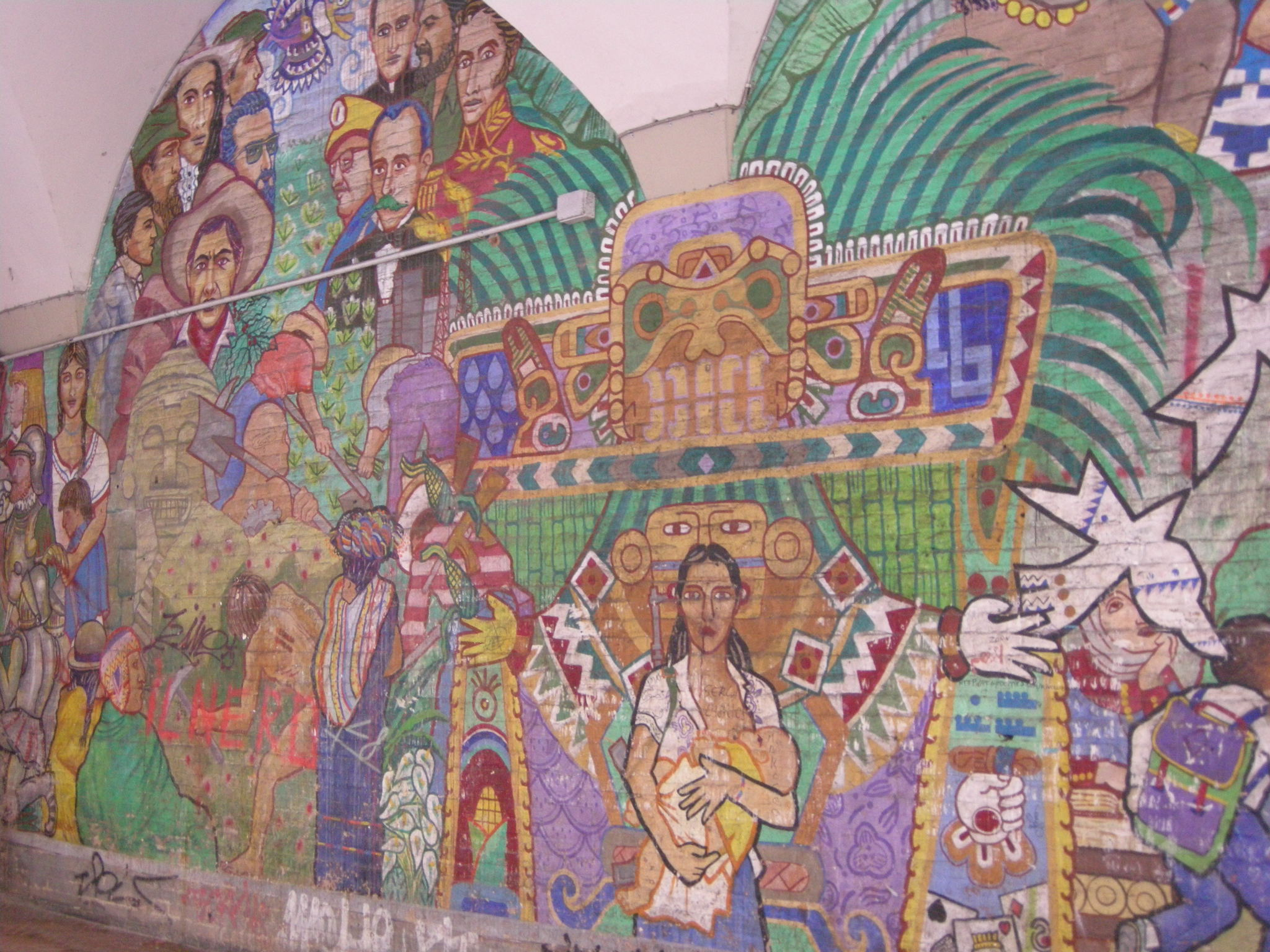
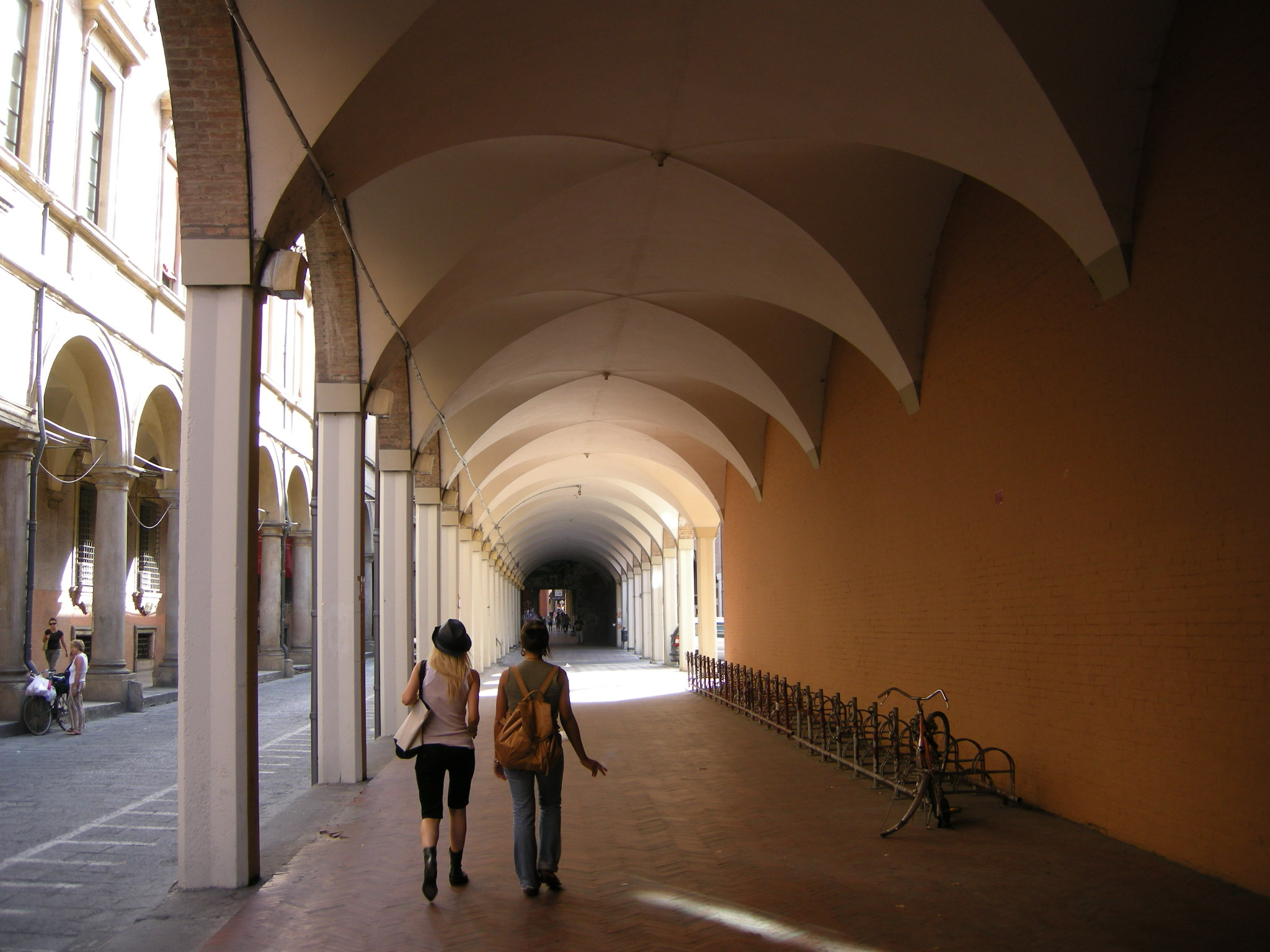

- 拉文纳门广场
- 圣多纳托门小广场
- 罗西尼广场
- 威尔第广场
- 圣多纳托门广场